# Église Saint-Clément de Tours
Pour les articles homonymes, voir Église Saint-Clément.
L'église Saint-Clément de Tours est une ancienne église paroissiale affectée au culte catholique à Tours, dans le département d'Indre-et-Loire (France).
Située dans le Vieux-Tours, non loin de la basilique Saint-Martin de Tours, elle est construite à partir de 1462 en remplacement d'une ancienne chapelle élevée au rang d'église paroissiale. Elle est fermée au culte à la Révolution, vendue en 1792 à la ville de Tours qui l'utilise comme halle aux grains, elle démolie en 1883, son mauvais état rendant une éventuelle restauration trop coûteuse.

## Localisation

L'église et la basilique avant 1789 reportées sur un plan moderne.

L'église Saint-Clément se situe à Tours (Indre-et-Loire, France), dans la partie nord de la place Gaston-Paillhou. Son mur nord était en alignement des façades bordant le côté méridional de la rue des Halles.
Si la chapelle initiale n'est pas incluse dans le périmètre de l'enceinte de Châteauneuf du Xe siècle, elle se trouve protégée, tout comme l'église Saint-Clément qui la remplace, par l'enceinte médiévale de la ville construite au XIVe siècle et dont la proximité a nécessité la mise en place d'un pan coupé dans l'angle sud-ouest de l'église.
L'église est accompagnée, au sud, d'un cimetière paroissial dont des fouilles réalisées en 1975 mettent en évidence une centaine des sépultures.

## Histoire

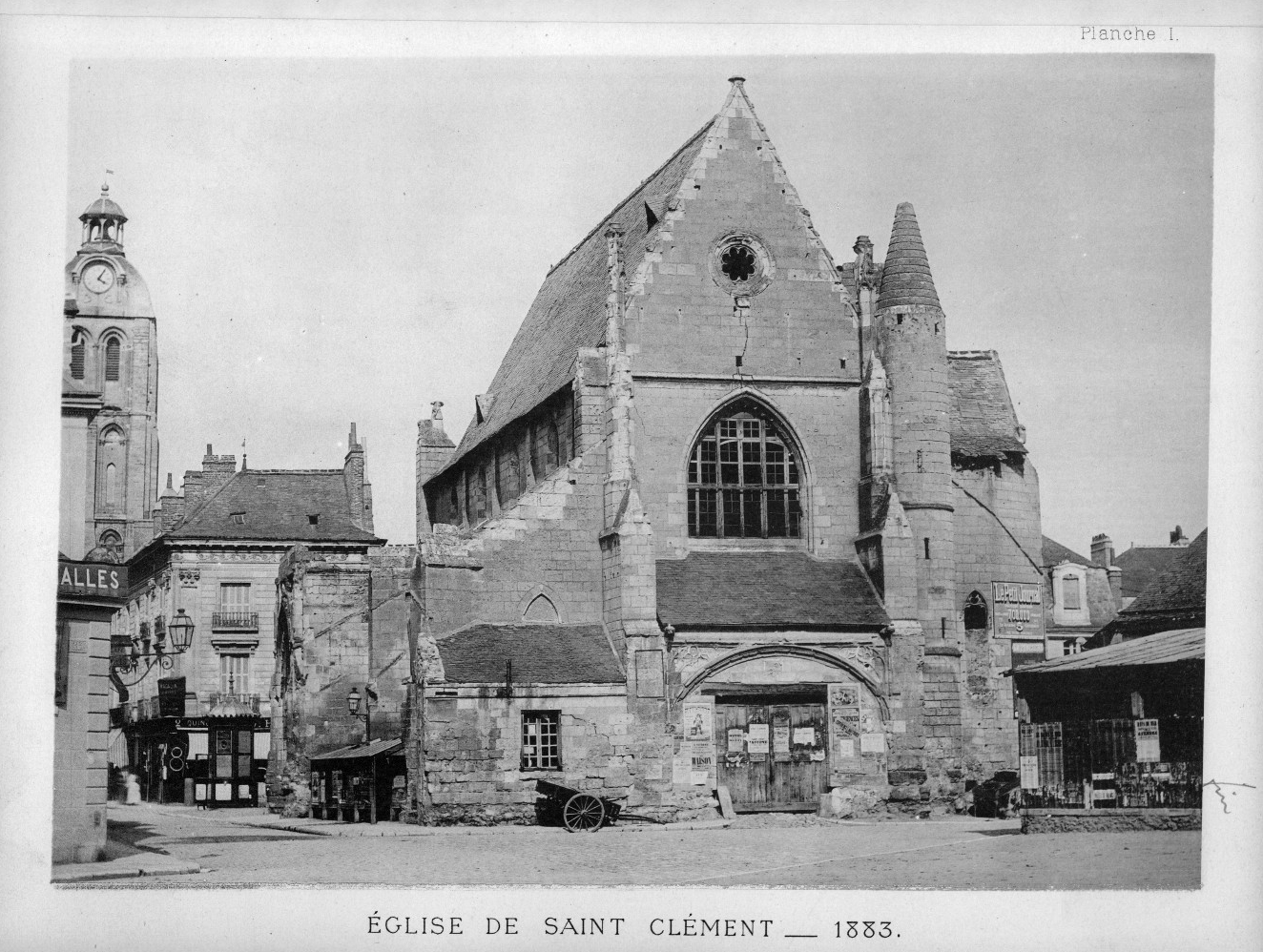
L'église en 1883, juste avant sa démolition.

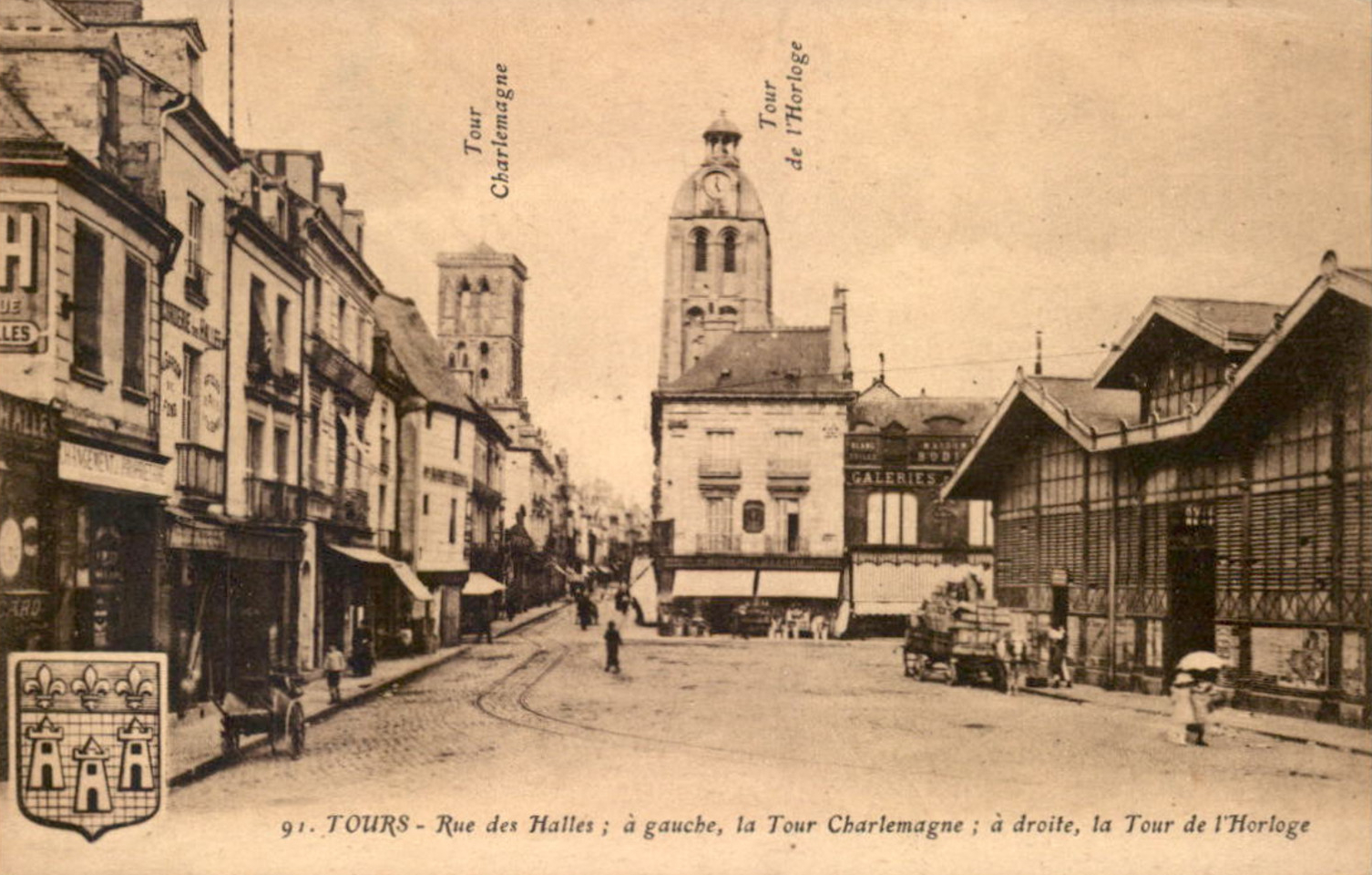
Les anciennes halles de Tours (à droite). L'église Saint-Clément a occupé le terre-plein au centre de la photo.

Dès le IXe siècle il existe à l'ouest de la basilique Saint-Martin de Tours un hospice destiné à accueillir les pèlerins et les malades nobles ; sa chapelle est dédiée à saint Clément. En 1184 l'hospice a cessé toute activité et sa chapelle est devenue l'église de la paroisse Saint-Clément nouvellement créée et citée dans une bulle du pape Luce III.
L'église est reconstruite en style gothique flamboyant à partir de 1462 à l'initiative et avec le concours de Jean Briçonnet, premier maire de Tours. Une tribune surplombant intérieurement l'entrée occidentale est datée du XVIe siècle.
Au XVIIIe siècle les archevêques de Tours Mgr de Fleury et Mgr de Conzié procèdent à un regroupement des paroisses de la ville, mais le bon état de l'église Saint-Clément fait que sa paroisse n'est pas supprimée — son territoire s'agrandit, au contraire — et que l'église continue à être utilisée.
Au moment de la Révolution française l'église, fermée au culte, est vendue en 1792 à la ville de Tours qui souhaite l'utiliser comme halle aux grains — la ville ne paie jamais l'État qui décide, en 1822, d'abandonner les poursuites — ; son clocher est abattu à cette occasion. L'ancienne église, suffisamment grande, est située à proximité du lieu où se tient le marché au blé : elle convient donc pour l'usage auquel la ville la destine.
Cependant, l'édifice n'est pas entretenu et dès les années 1830 il est devenu trop petit ; il se dégrade et au début des années 1880, il est un obstacle à la construction de la partie nord des pavillons des halles. Sa démolition a lieu en 1883, sa remise en état étant jugée impossible. Des éléments de son décor sont toutefois confiés à la Société archéologique de Touraine qui s'était dans un premier temps inquiétée de la disparition de l'église mais le projet de remontage de son porche nord dans le jardin des Prébendes d'Oé, un temps envisagé, ne se concrétise pas.

## Description

### Architecture

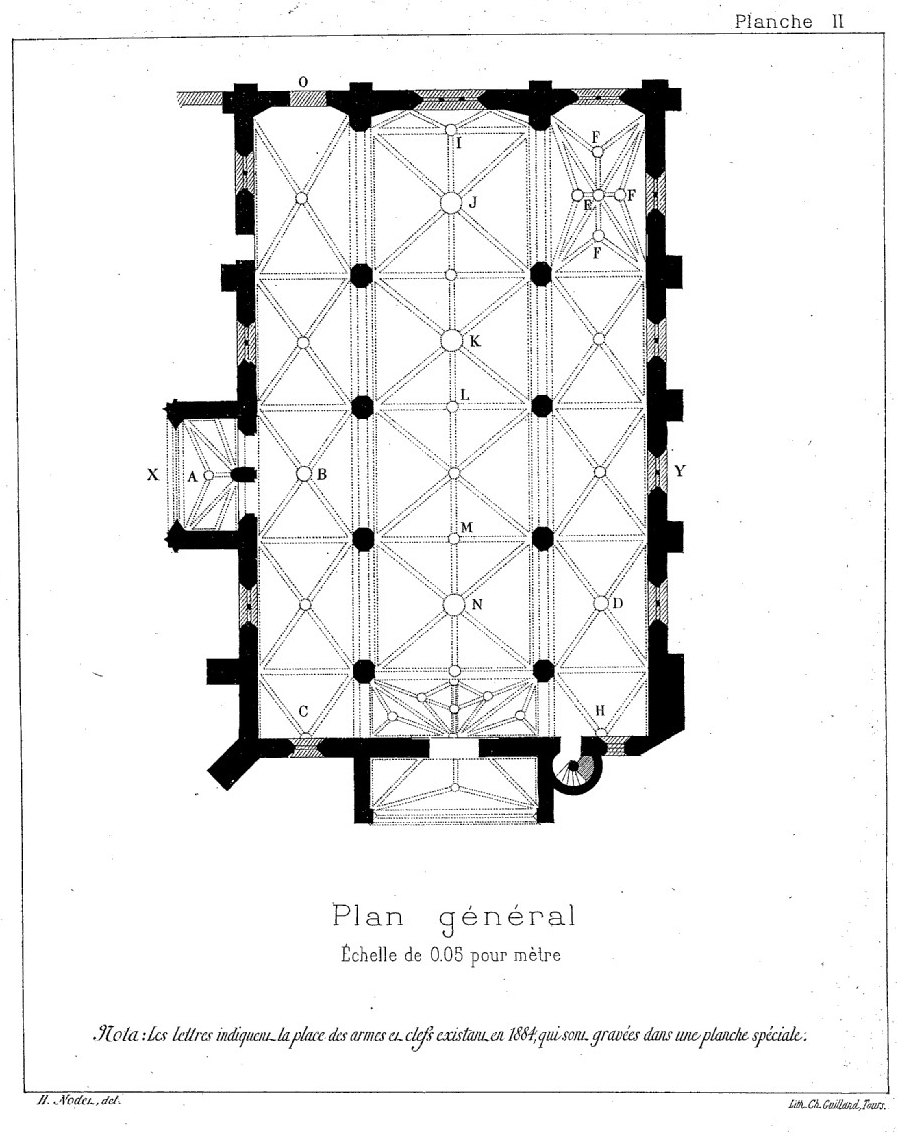
Plan de l'église (le nord est à gauche).

L'église se compose d'une nef de trois travées précédée par un porche, prolongée par une travée de chœur sans interposition d'un transept, et terminée par un chevet plat, le développement de l'édifice vers l'est étant limité par la présence d'un fossé. Nef et chœur sont flanqués d'un bas-côté. Les bas-côtés, moins hauts que le vaisseau principal de la nef, sont dotés de voûtes quadripartites alors que les voûtes de la nef possèdent six arêtes.
Un portail s'ouvre à l'ouest dans le porche mais en raison de la topographie des lieux (proximité de l'enceinte de la ville) il est peu utilisé ; l'entrée principale est un porche ouvert au nord dans la seconde travée de la nef. À droite du portail occidental, une tourelle d'escalier à vis permet d'accéder aux combles. Les murs sont soutenus par des contreforts à l'exception du pan coupé sud-ouest. Un clocher est établi sur la première travée de la nef ; il se compose d'une charpente en bois et fer revêtue de plomb.
Les dimensions extérieures de l'édifice sont de 27,60 × 18,10 m pour une hauteur de 21,70 m au niveau de l'arête de la toiture.

## Pour en savoir plus